# Peropteryx
Peropteryx é um gênero de morcegos da família Emballonuridae.

## Espécies
- Peropteryx kappleri Peters, 1867
- Peropteryx leucoptera Peters, 1867
- Peropteryx macrotis (Wagner, 1843)
- Peropteryx trinitatis Miller, 1899
- Peropteryx pallidoptera Peters, 1867